# スミレ目
スミレ目 (Violales) は双子葉植物の目の1つで、スミレ科を含むもの。所属する科は分類体系によって異同がある。

## 科

### クロンキスト体系
クロンキスト体系ではビワモドキ亜綱の中にあり、24科を含む大きなグループである。
- 双子葉植物綱 Magnoliopsida
  - ビワモドキ亜綱 Dilleniidae
    - スミレ目 Violales
      - イイギリ科 Flacourtiaceae
      - ペリディスクス科 Peridiscaceae
      - ベニノキ科 Bixaceae
      - ハンニチバナ科 Cistaceae
      - フア科 Huaceae
      - ラキステマ科 Lacistemaceae
      - カミニンギョウ科 Scyphostegiaceae
      - キブシ科 Stachyuraceae
      - スミレ科 Violaceae
      - ギョリュウ科 Tamaricaceae
      - フランケニア科 Frankeniaceae
      - ディオンコフィルム科 Dioncophyllaceae
      - ツクバネカズラ科 Ancistrocladaceae
      - トゥルネラ科 Turneraceae
      - マレシェルビア科 Malesherbiaceae
      - トケイソウ科 Passifloraceae
      - アカリア科 Achariaceae
      - パパイア科 Caricaceae
      - フォウクィエリア科 Fouquieriaceae
      - ホプレスティグマ科 Hoplestigmataceae
      - ウリ科 Cucurbitaceae
      - ダティスカ科 Datiscaceae
      - シュウカイドウ科 Begoniaceae
      - シレンゲ科 Loasaceae

### 新エングラー体系
新エングラー体系では双子葉植物綱の古生花被植物亜綱にある。クロンキストと同じ科が多い。
- 双子葉植物綱 Dicotyledoneae
  - 古生花被植物亜綱 Archichlamydeae
    - スミレ目 Violales
      - イイギリ科 Flacourtiaceae
      - ペリディスクス科 Peridiscaceae
      - スミレ科 Violaceae
      - キブシ科 Stachyuraceae
      - カミニンギョウ科 Scyphostegiaceae
      - トゥルネラ科 Turneraceae
      - マレシェルビア科 Malesherbiaceae
      - トケイソウ科 Passifloraceae
      - アカリア科 Achariaceae
      - ハンニチバナ科 Cistaceae
      - ベニノキ科 Bixaceae
      - スファエロセパルム科 Sphaerosepalaceae
      - ワタモドキ科 Cochlospermaceae
      - ギョリュウ科 Tamaricaceae
      - フランケニア科 Frankeniaceae
      - ミゾハコベ科 Elatinaceae
      - パパイア科 Caricaceae
      - シレンゲ科 Loasaceae
      - ダティスカ科 Datiscaceae
      - シュウカイドウ科 Begoniaceae

### APG植物分類体系
APG植物分類体系 (2003) ではスミレ目は認められていない。属していた科は、キントラノオ目やアオイ目、ナデシコ目などに移されている。